# 奥卡德体育俱乐部体育场
奥卡德体育俱乐部体育场（阿拉伯语：نادي عكاظ الرياضي） ，又名奥卡兹体育场（Okaz Stadium）是位于沙特阿拉伯麦加省塔伊夫的一座小型足球场，可容纳观众1500人。是沙特阿拉伯丙级职业联赛球队奥卡兹俱乐部（Okaz FC）的主场。该场馆是2025年亞足聯U-17亞洲盃的比赛场馆之一。